# Clarecastle
Clarecastle (Iers: Droichead an Chláir of An Clár) is een dorp net ten zuiden van Ennis in County Clare, Ierland. De Ierse naam betekent brug in graafschap Clare, waarbij het gaat om de brug over de Fergus. De Engelstalige naam komt van het kasteel dat bij deze brug ligt.

## Parochie
Clarecastle maakt deel uit van de parochie Clarecastle & Ballyea. De parochie zelf maakt deel uit van de Abbey Cluster van parochies binnen het Bisdom Killaloe.

## Transport

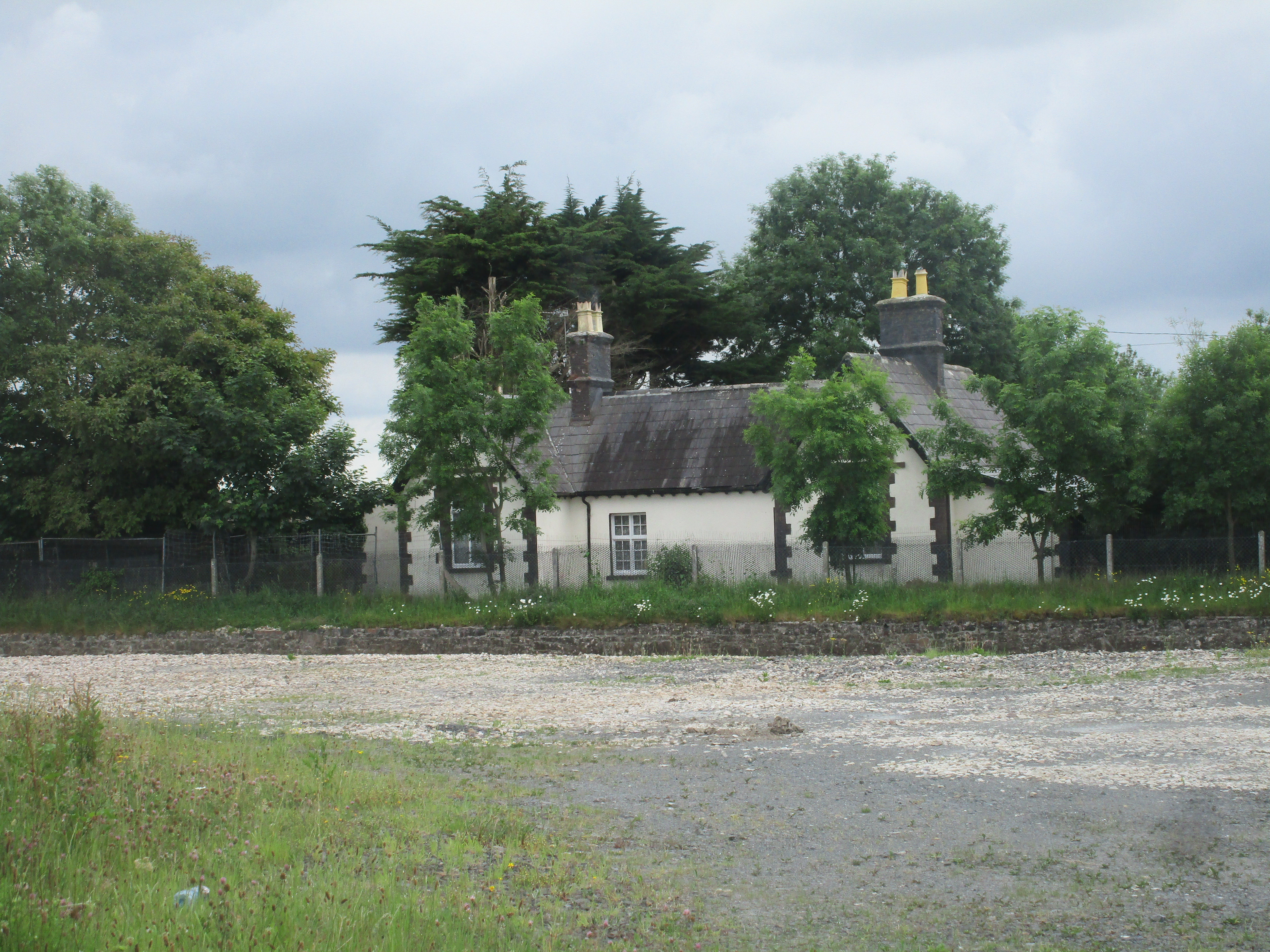
Voormalig treinstation van Clarecastle, nu een privéwoning

### Trein
De spoorlijn Ennis-Limerick loopt net buiten het dorp. Het station sloot in 1963 toen het passagiersvervoer op de lijn werd beëindigd. Bij het herstarten van het passagiersvervoer in het begin van het millennium werd het station niet heropend.

### Wegverkeer
Clarecastle is gelegen aan de R458, die de verbinding vormt met Shannon/Hurlers Cross (zuid), Ennis en Kilcolgan (noord). Voorheen was dit de N18, tot de ingebruikname van de bypass van Ennis op het traject tussen Shannon en Gort op 26 januari 2007. Clarecastle is ook het beginpunt van de R473, die het dorp verbindt met Ballynacally, Kildysart, Labasheeda en Kilrush.

## Voorzieningen
Vanwege de ligging direct aansluitend op Ennis kent Clarecastle geen grote voorzieningen. Er zijn meerdere kleine supermarkten, benzinestations, pubs en eetgelegenheden. De grootste voorzieningen zijn de Clarecastle GAA, de Clarecastle National School en een dagopvang van Clare Care.

## Foto's

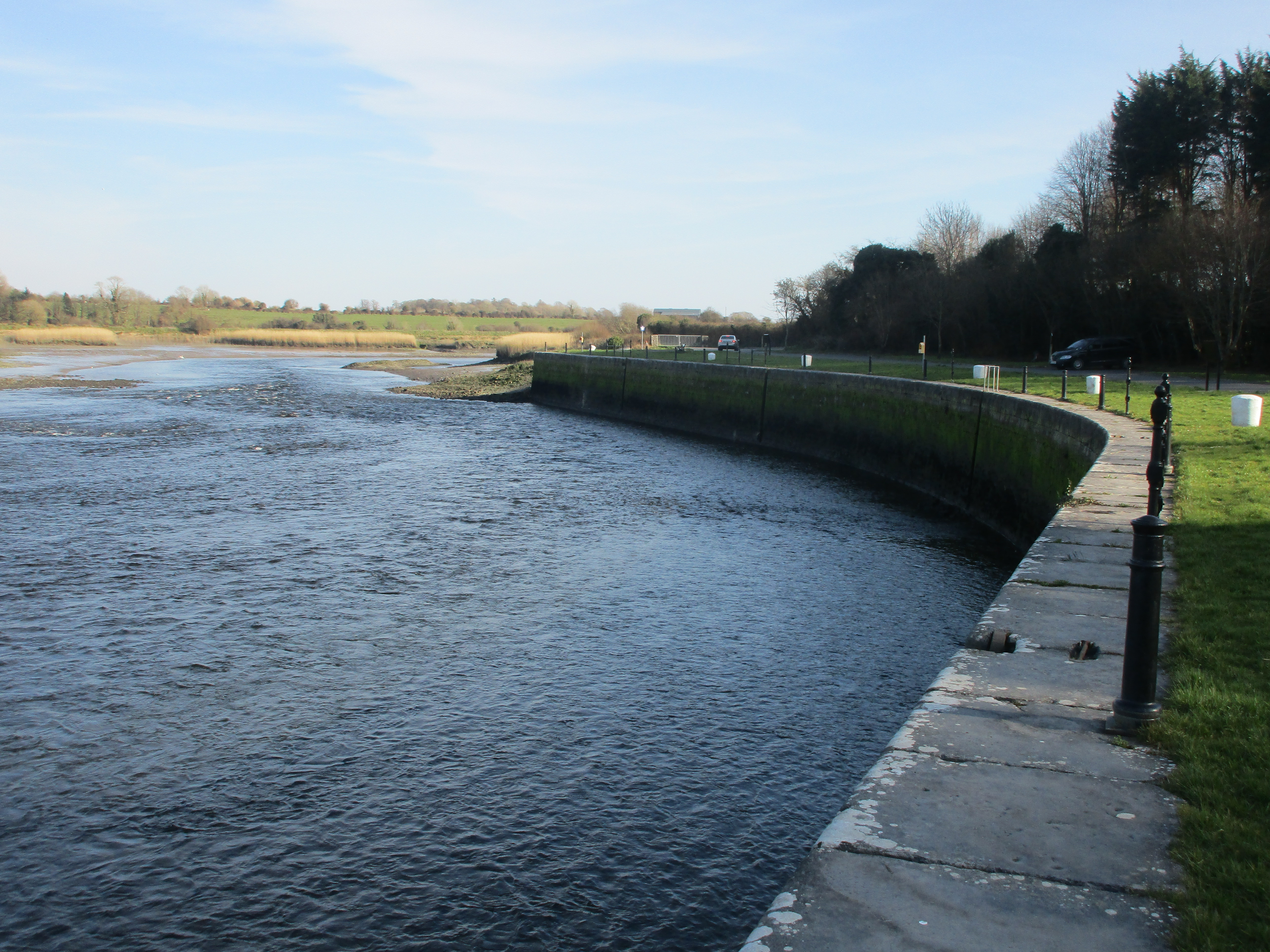
De kade was ooit een drukke haven en fungeerde de facto als haven van Ennis.
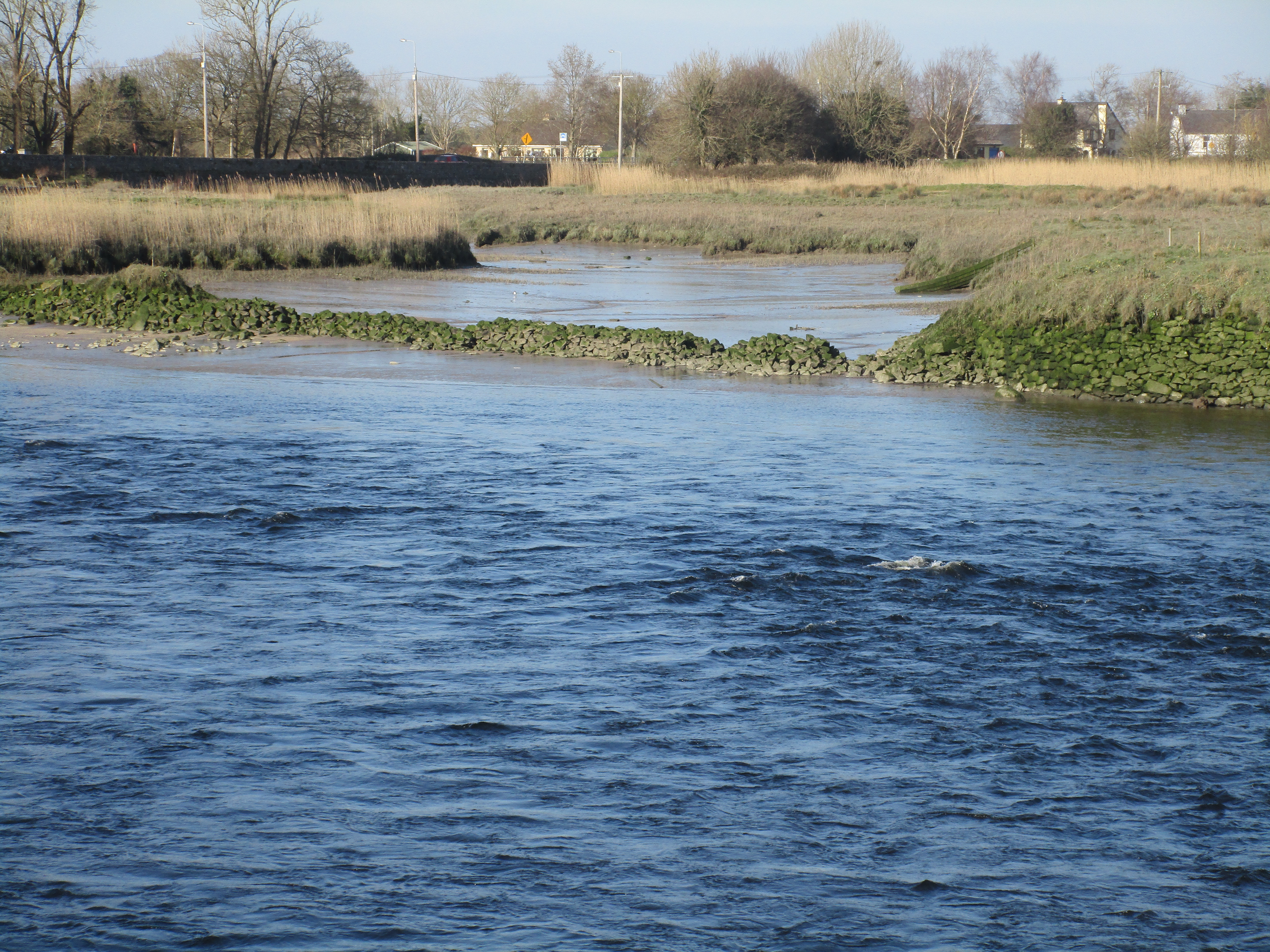
Met de bouw van een stuw en muren langs de uiterwaarden heeft men geprobeerd de bereikbaarheid van de kade te verbeteren.
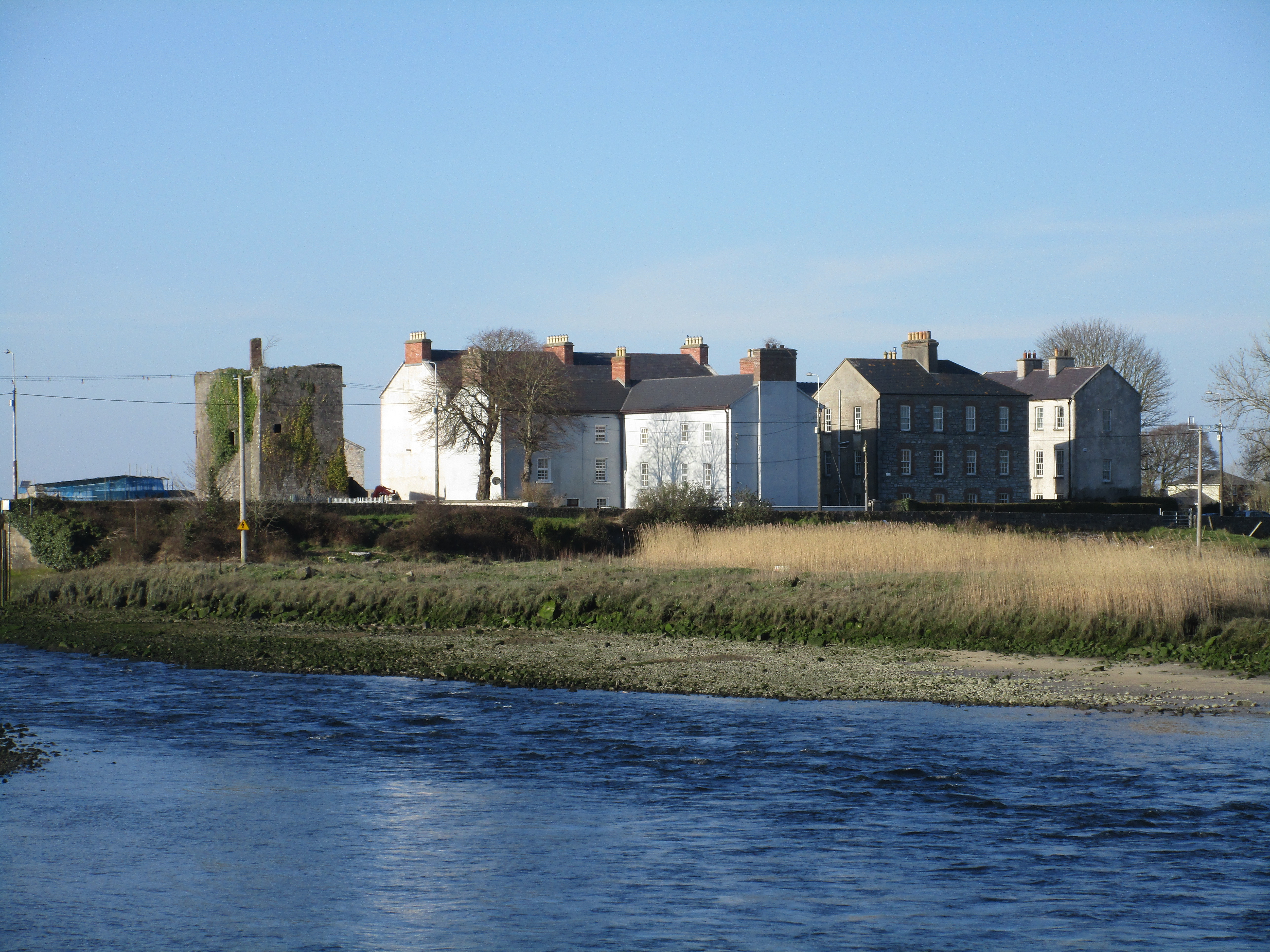
Aan de linkerkant de ruïne van het kasteel, waarnaar het dorp is genoemd. In het het midden de voormalige militaire kazerne.
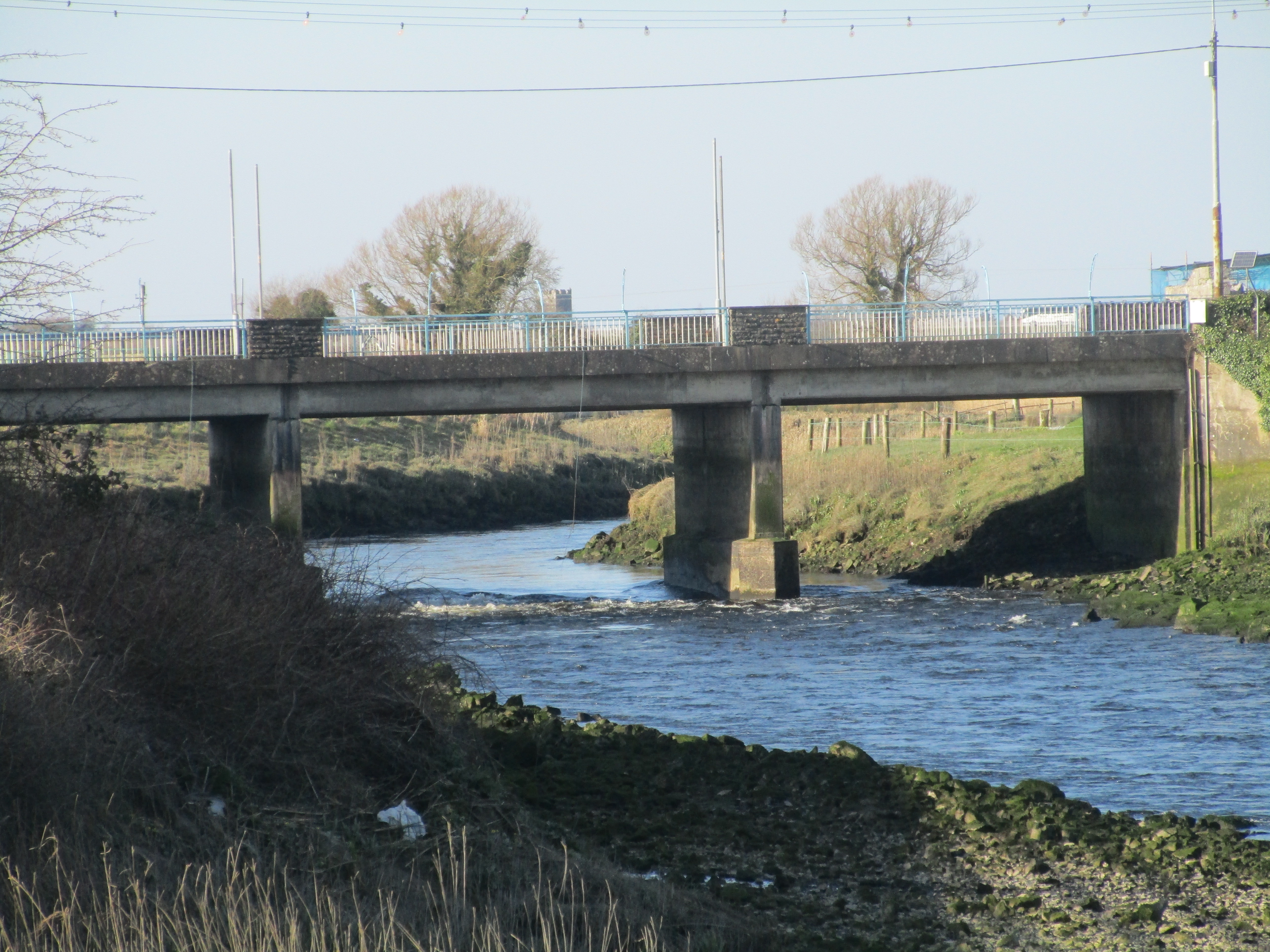
Deze brug is gebouwd in de jaren zeventig met als doel het sterk toegenomen wegverkeer in goede banen te leiden. Zij verving een stenen boogbrug met vijf bogen.
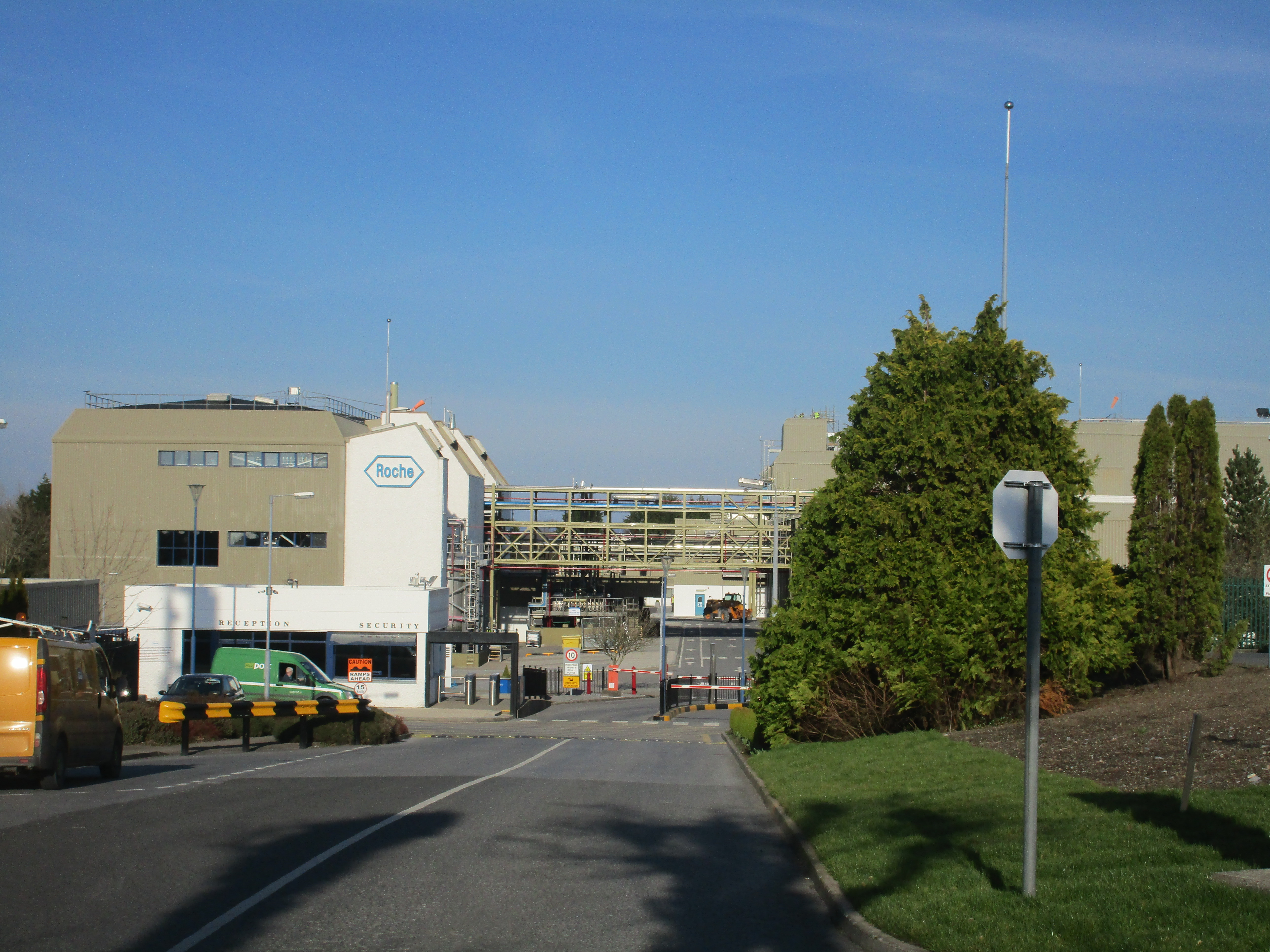
De in 2021 gesloten fabriek van Roche was lang de voornaamste werkgever in Clarecastle.